# Gmina Karlskrona
Gmina Karlskrona (szw. Karlskrona kommun) – gmina w Szwecji, w regionie Blekinge, siedzibą jej władz jest Karlskrona.
Pod względem zaludnienia Karlskrona jest 30. gminą w Szwecji. Zamieszkuje ją 61 137 osób, z czego 50,15% to kobiety (30 659) i 49,85% to mężczyźni (30 478). W gminie zameldowanych jest 2057 cudzoziemców. Na każdy kilometr kwadratowy przypada 58,62 mieszkańca. Pod względem wielkości gmina zajmuje 102. miejsce.